# 窄額滑蝦蛄
窄額滑蝦蛄（学名：Lenisquilla lata）为蝦蛄科滑蝦蛄屬下的一个种。